# طنز (مجموعه تلویزیونی)
طنز یک مجموعه تلویزیونی محصول سال ۱۳۷۵ به کارگردانی محمدحسین سپهری می‌باشد که از شبکه پخش شد.

## بازیگران
- علی‌اصغر نجات
- فردوس کاویانی
- منوچهر آذری
- ناصر نجفی